# Letônia nos Jogos Olímpicos de Verão de 2020
A Letônia participa nos Jogos Olímpicos de Verão de 2020 em Tóquio. Originalmente programados para ocorrerem de 24 de julho a 9 de agosto de 2020, os Jogos foram adiados para 23 de julho a 8 de agosto de 2021, por causa da pandemia COVID-19. É a oitava participação consecutiva da nação nas Olimpíadas de Verão e a décima segunda no geral.

## Competidores
Abaixo está a lista do número de competidores nos Jogos.
| Esporte          | Masculino | Feminino | Total |
| ---------------- | --------- | -------- | ----- |
| Atletismo        | 3         | 5        | 8     |
| Basquetebol      | 4         | 0        | 4     |
| Canoagem         | 1         | 0        | 1     |
| Caratê           | 1         | 0        | 1     |
| Ciclismo         | 3         | 1        | 4     |
| Halterofilismo   | 2         | 0        | 2     |
| Hipismo          | 1         | 0        | 1     |
| Judô             | 1         | 0        | 1     |
| Lutas            | 0         | 1        | 1     |
| Natação          | 1         | 1        | 2     |
| Pentatlo moderno | 1         | 0        | 1     |
| Tênis            | 0         | 2        | 2     |
| Tiro             | 0         | 1        | 1     |
| Voleibol         | 2         | 2        | 4     |
| Total            | 20        | 13       | 33    |

## Atletismo
Os seguintes atletas letões conquistaram marcas de qualificação, pela marca direta ou pelo ranking mundial, nos seguintes eventos de pista e campo (até o máximo de três atletas em cada evento):
- Nota– As posições para os eventos de pista são em relação à bateria do atleta
- Q = Qualificado para a próxima fase
- q = Qualificado para a próxima fase como o perdedor mais rápido ou, em eventos de campo, pela posição sem atingir o alvo para qualificação
- NR = Recorde nacional
- N/A = Fase não aplicável para o evento
- Bye = Atleta não precisou disputar aquela fase

Eventos de pista e estrada
| Atleta             | Evento                          | Eliminatória | Eliminatória | Semifinal | Semifinal | Final     | Final   |
| Atleta             | Evento                          | Resultado    | Posição      | Resultado | Posição   | Resultado | Posição |
| ------------------ | ------------------------------- | ------------ | ------------ | --------- | --------- | --------- | ------- |
| Arnis Rumbenieks   | 50 km marcha atlética masculina | —            | —            | —         | —         |           |         |
| Ruslans Smolonskis | 50 km marcha atlética masculina | —            | —            | —         | —         |           |         |
| Līga Velvere       | 800 m feminino                  |              |              |           |           |           |         |

Eventos de campo
| Atleta           | Evento                         | Qualificação | Qualificação | Final     | Final   |
| Atleta           | Evento                         | Distância    | Posição      | Distância | Posição |
| ---------------- | ------------------------------ | ------------ | ------------ | --------- | ------- |
| Gatis Čakšs      | Lançamento de dardo masculino  |              |              |           |         |
| Laura Igaune     | Lançamento de martelo feminino |              |              |           |         |
| Anete Kociņa     | Lançamento de dardo feminino   |              |              |           |         |
| Līna Mūze        | Lançamento de dardo feminino   |              |              |           |         |
| Madara Palameika | Lançamento de dardo feminino   |              |              |           |         |

## Basquetebol
Sumário
| Equipe                | Evento                | Fase de grupos       | Fase de grupos       | Fase de grupos       | Fase de grupos | Quartas-de-final     | Semifinal            | Final / BM           | Final / BM |
| Equipe                | Evento                | Adversário Resultado | Adversário Resultado | Adversário Resultado | Posição        | Adversário Resultado | Adversário Resultado | Adversário Resultado | Posição    |
| --------------------- | --------------------- | -------------------- | -------------------- | -------------------- | -------------- | -------------------- | -------------------- | -------------------- | ---------- |
| Letônia 3×3 masculino | Torneio 3×3 masculino |                      |                      |                      |                |                      |                      |                      |            |

### Basquetebol 3×3

#### Torneio masculino
A Seleção Letã de Basquetebol 3x3 Masculino qualificou para os Jogos após conquistar o bronze no Torneio de Qualificação Olímpica da FIBA de 2021.
Elenco
Os jogadores foram anunciados em 6 de julho de 2021.
- Agnis Čavars
- Edgars Krūmiņš
- Kārlis Lasmanis
- Nauris Miezis

## Canoagem

### Velocidade
A Letônia qualificou um único barco (K-1 200 m masculino) para os Jogos ao terminar entre os dois primeiros na Regata de Qualificação Europeia de Canoagem de Velocidade de 2021 em Szeged, Hungria.
| Atleta         | Evento          | Eliminatórias | Eliminatórias | Quartas-de-final | Quartas-de-final | Semifinais | Semifinais | Final | Final   |
| Atleta         | Evento          | Tempo         | Posição       | Tempo            | Posição          | Tempo      | Posição    | Tempo | Posição |
| -------------- | --------------- | ------------- | ------------- | ---------------- | ---------------- | ---------- | ---------- | ----- | ------- |
| Roberts Akmens | Men's K-1 200 m |               |               |                  |                  |            |            |       |         |

Legenda de Qualificação: FA = Qualificado para a Final A(medalha); FB = Qualificado para a Final B (sem medalha)

## Caratê
A Letônia inscreveu um carateca para o torneio olímpico inaugural. O campeão dos Jogos Europeus de 2019 Kalvis Kalniņš garantiu a vaga na categoria kumite 67-kg masculino, como o carateca de melhor ranking tentando qualificação na zona europeia, baseado no Ranking Olímpico da WKF.
Kumite
| Atleta         | Evento           | Fase de grupo        | Fase de grupo        | Fase de grupo        | Fase de grupo        | Fase de grupo | Semifinais           | Final                | Final   |
| Atleta         | Evento           | Adversário Resultado | Adversário Resultado | Adversário Resultado | Adversário Resultado | Posição       | Adversário Resultado | Adversário Resultado | Posição |
| -------------- | ---------------- | -------------------- | -------------------- | -------------------- | -------------------- | ------------- | -------------------- | -------------------- | ------- |
| Kalvis Kalniņš | –67 kg masculino |                      |                      |                      |                      |               |                      |                      |         |

## Ciclismo

### Estrada
A Letônia inscreveu dois ciclistas para competir na corrida em estrada olímpica masculina, pelo fato de ter terminado entre as 32 melhores nações no ranking mundial masculino da UCI.
| Atleta          | Evento                       | Tempo | Posição |
| --------------- | ---------------------------- | ----- | ------- |
| Krists Neilands | Corrida em estrada masculina |       |         |
| Toms Skujiņš    | Corrida em estrada masculina |       |         |

### BMX
A Letônia recebeu duas vagas (uma por gênero) para o BMX nas Olimpíadas após ficar na melhor posição entre as nações buscando qualificação na corrida masculina no Campeonato Mundial de BMX de 2019 e após terminar entre as três melhores nações no feminino o Ranking Individual de BMX de 1 de junho de 2021.
| Atleta           | Evento            | Ranking   | Ranking | Quartas-de-final | Quartas-de-final | Semifinal | Semifinal | Final     | Final   |
| Atleta           | Evento            | Resultado | Posição | Pontos           | Posição          | Pontos    | Posição   | Resultado | Posição |
| ---------------- | ----------------- | --------- | ------- | ---------------- | ---------------- | --------- | --------- | --------- | ------- |
| Helvijs Babris   | Corrida masculina |           |         |                  |                  |           |           |           |         |
| Vineta Pētersone | Corrida feminina  |           |         |                  |                  |           |           |           |         |

## Halterofilismo
A Letônia inscreveu dois halterofilistas para a competição olímpica. O campeão mundial júnior de 2018 Ritvars Suharevs (81 kg masculino) e o duas vezes atleta olímpico Artūrs Plēsnieks (109 kg masculino) conquistaram uma das oito vagas mundiais pelo Ranking Mundial Absoluto da IWF.
| Atleta           | Evento            | Arranque  | Arranque | Arremesso | Arremesso | Total | Posição |
| Atleta           | Evento            | Resultado | Posição  | Resultado | Posição   | Total | Posição |
| ---------------- | ----------------- | --------- | -------- | --------- | --------- | ----- | ------- |
| Ritvars Suharevs | –81 kg masculino  |           |          |           |           |       |         |
| Artūrs Plēsnieks | –109 kg masculino |           |          |           |           |       |         |

## Hipismo
A Letônia inscreveu um cavaleiro para a prova de saltos da competição olímpica após terminar entre os dois melhores, fora do grupo de seleção, no Ranking Olímpico individual da FEI para o Grupo C (Europa Central e do Leste), marcando a estreia da nação no esporte. 

### Saltos
| Atleta              | Cavalo | Evento     | Qualificação | Qualificação | Final     | Final | Total     | Total |
| Atleta              | Cavalo | Evento     | Penalties    | Rank         | Penalties | Rank  | Penalties | Rank  |
| ------------------- | ------ | ---------- | ------------ | ------------ | --------- | ----- | --------- | ----- |
| Kristaps Neretnieks | Valour | Individual |              |              |           |       |           |       |

## Judô
A Letônia qualificou um judoca para a categoria meio-pesado masculina (100 kg) nos Jogos. O duas vezes atleta olímpico Jevgeņijs Borodavko aceitou a vaga continental da zona europeia como o melhor judoca da nação fora da zona de qualificação direta no Ranking Mundial da IJF de 28 de junho de 2021. 
| Atleta              | Evento            | Fase de 32           | Oitavas-de-final     | Quartas-de-final     | Semifinais           | Repescagem           | Final / BM           | Final / BM |
| Atleta              | Evento            | Adversário Resultado | Adversário Resultado | Adversário Resultado | Adversário Resultado | Adversário Resultado | Adversário Resultado | Posição    |
| ------------------- | ----------------- | -------------------- | -------------------- | -------------------- | -------------------- | -------------------- | -------------------- | ---------- |
| Jevgeņijs Borodavko | −100 kg masculino |                      |                      |                      |                      |                      |                      |            |

## Lutas
A Letônia qualificou uma lutadora para a competição feminina do estilo livre, ao chegar à final do Torneio Europeu de Qualificação Olímpica de 2021 em Budapeste, Hungria.
Chave:
- VT (pontos de classificação: 5–0 ou 0–5) – Vitória por queda
- VB (pontos de classificação: 5–0 ou 0–5) – Vitória por lesão (VF por WO, VA por desistência ou desqualificação)
- PP (pontos de classificação: 3–1 ou 1–3) – Decisão por pontos – o perdedor com pontos técnicos.
- PO (pontos de classificação: 3–0 ou 0–3) – Decisão por pontos – o perdedor sem pontos técnicos.
- ST (pontos de classificação: 4–0 ou 0–4) – Grande superioridade – o perdedor sem pontos técnicos e uma margem de vitória de pelo menos 8 (Greco-Romana) ou 10 pontos (livre).
- SP (pontos de classificação: 4–1 ou 1–4) – Superioridade técnica – o perdedor com pontos técnicos e uma margem de vitória de pelo menos 8 (Greco-Romana) ou 10 pontos (livre).

Luta livre feminino
| Atleta                | Evento | Oitavas de final   | Quartas de final   | Semifinal          | Repescagem         | Final / BM         | Final / BM |
| Atleta                | Evento | Oposição Resultado | Oposição Resultado | Oposição Resultado | Oposição Resultado | Oposição Resultado | Posição    |
| --------------------- | ------ | ------------------ | ------------------ | ------------------ | ------------------ | ------------------ | ---------- |
| Anastasija Grigorjeva | −62 kg |                    |                    |                    |                    |                    |            |

## Natação
A Letônia recebeu convites de Universalidade da FINA para enviar seus dois atletas de melhor ranking (um por gênero) em seus respectivos eventos individuais para as Olimpíadas, baseado no Sistema de Pontos da FINA de 28 de junho de 2021.
| Atleta          | Evento                | Eliminatória | Eliminatória | Semifinal | Semifinal | Final | Final   |
| Atleta          | Evento                | Tempo        | Posição      | Tempo     | Posição   | Tempo | Posição |
| --------------- | --------------------- | ------------ | ------------ | --------- | --------- | ----- | ------- |
| Daniils Bobrovs | 200 m peito masculino |              |              |           |           |       |         |
| Ieva Maļuka     | 100 m livre feminino  |              |              |           |           |       |         |
| Ieva Maļuka     | 200 m livre feminino  |              |              |           |           |       |         |

## Pentatlo moderno
A Letônia inscreveu um pentatleta para a competição. Pāvels Švecovs levou a última das oito vagas de qualificação para o evento masculino com base no Ranking Mundial da UIPM de 1 de junho de 2021.
Masculino
| Atleta         | Evento    | Esgrima (Espada-1 toque) | Esgrima (Espada-1 toque) | Esgrima (Espada-1 toque) | Natação (200 m livres) | Natação (200 m livres) | Natação (200 m livres) | Hipismo (Saltos) | Hipismo (Saltos) | Hipismo (Saltos) | Evento combinado (Tiro 10m pistola de ar)/(3200m) | Evento combinado (Tiro 10m pistola de ar)/(3200m) | Evento combinado (Tiro 10m pistola de ar)/(3200m) | Total | Total |  |
| Atleta         | Evento    | Vitórias/Derrotas        | PPM                      | RG                       | Tempo                  | PPM                    | RG                     | Pontos perdidos  | PPM              | RG               | Tempo                                             | PPM                                               | RG                                                | PPM   | Pos.  |  |
| -------------- | --------- | ------------------------ | ------------------------ | ------------------------ | ---------------------- | ---------------------- | ---------------------- | ---------------- | ---------------- | ---------------- | ------------------------------------------------- | ------------------------------------------------- | ------------------------------------------------- | ----- | ----- |  |
| Pāvels Švecovs | Masculino |                          |                          |                          |                        |                        |                        |                  |                  |                  |                                                   |                                                   |                                                   |       |       |  |

## Tênis
A Letônia inscreveu duas tenistas no torneio olímpico. A atleta olímpica da Rio 2016 Jeļena Ostapenko (nº 43 no ranking) e a estreante Anastasija Sevastova (nº 57 no ranking) qualificaram diretamente entre as 56 melhores tenistas elegíveis para o torneio de simples feminino baseado no Ranking Mundial da WTA World Rankings de 13 de junho de 2021.
| Atleta                                | Evento           | Primeira rodada      | Segunda rodada       | Oitavas-de-final     | Quartas-de-final     | Semifinais           | Final / BM           | Final / BM |
| Atleta                                | Evento           | Adversária Resultado | Adversária Resultado | Adversária Resultado | Adversária Resultado | Adversária Resultado | Adversária Resultado | Posição    |
| ------------------------------------- | ---------------- | -------------------- | -------------------- | -------------------- | -------------------- | -------------------- | -------------------- | ---------- |
| Jeļena Ostapenko                      | Simples feminino |                      |                      |                      |                      |                      |                      |            |
| Anastasija Sevastova                  | Simples feminino |                      |                      |                      |                      |                      |                      |            |
| Jeļena Ostapenko Anastasija Sevastova | Duplas femininas | —                    |                      |                      |                      |                      |                      |            |

## Tiro
A Letônia recebeu um convite da ISSF para enviar a medalhista de bronze das Olimpíadas da Juventude de 2014 Agate Rašmane (pistola 25 m feminina) para os Jogos como a atiradora de melhor ranking ainda buscando qualificação no Ranking Olímpico da ISSF de 6 de junho de 2021.
| Atleta        | Evento                      | Qualificação | Qualificação | Final  | Final   |
| Atleta        | Evento                      | Pontos       | Posição      | Pontos | Posição |
| ------------- | --------------------------- | ------------ | ------------ | ------ | ------- |
| Agate Rašmane | Pistola de ar 10 m feminino |              |              |        |         |
| Agate Rašmane | Pistola 25 m feminino       |              |              |        |         |

## Voleibol de praia
As duplas masculina e feminina de voleibol de praia qualificaram para os Jogos após chegarem à final do Torneio Mundial de Qualificação Olímpica de 2019, Haiyang, China.
| Atleta                              | Evento    | Fase preliminar      | Classificação | Oitavas-de-final     | Quartas-de-final     | Semifinais           | Final / BM           | Final / BM |
| Atleta                              | Evento    | Adversário Resultado | Classificação | Adversário Resultado | Adversário Resultado | Adversário Resultado | Adversário Resultado | Posição    |
| ----------------------------------- | --------- | -------------------- | ------------- | -------------------- | -------------------- | -------------------- | -------------------- | ---------- |
| Mārtiņš Pļaviņš Edgars Točs         | Masculino |                      |               |                      |                      |                      |                      |            |
| Tīna Graudiņa Anastasija Kravčenoka | Feminino  |                      |               |                      |                      |                      |                      |            |